# Призраки (картина)
«Призраки» — картина русского художника Виктора Борисова-Мусатова.

## О картине
Созданная в 1903 году, картина завершает «саратовский» этап творчества Борисова-Мусатова и была написана после того, как он посетил Зубриловку в 1902 году.
На картине изображён пейзаж с южным фасадом зубриловской усадьбы.
По своему настроению картина во многом схожа с другими работами этого времени («Водоём», «Прогулки на закате», «Дама у гобелена»), но при этом картина намного меланхоличнее.
Картина «Призраки» пропитана прощальным настроением, художник как будто смотрит на мир из-за полупрозрачной пелены. Асимметричное размещение фигур создаёт впечатление спонтанности их движения.
Сестра художника так вспоминала о времени написания картины: 
Возле дома, где он нас писал в солнечные летние дни, краски уже были печальные, серые, все гармонировало с темным осенним небом, покрытым тучами. Казалось, что и дом замер с окружающей его увядающей зеленью. Это и дало настроение брату написать картину — «Призраки»… Он лично пояснял нам, как я помню, будто с окончанием жизни опустевшего помещичьего дома — «все уходило в прошлое», как изображены им на первом плане картины удаляющиеся призрачные фигуры женщин.